# 扎西次仁
扎西次仁（1929年—2014年12月5日），西藏教育家，作家，词典编辑者。

## 生平

### 早年生活
扎西次仁於藏曆鐵馬年（公元1929年）出生于西藏日喀则地区南木林上古确村，拉薩以西約一百英里處。:6他小時後與他的文盲家人和同齡人不同，渴望學會讀寫。

### 到拉薩成為宮廷舞者
1939年，布达拉宫宫廷舞队要從農家子弟中徵召「噶足巴」舞者，他被選中，因此离家来到拉萨。在舞蹈學校中，他經常因為輕微違規而被老師鞭打或毆打。他雖然是異性戀者，為了擺脫這種待遇，他成為一個有著良好關係的喇嘛的0號。

### 求學印度（1957年-1959年）
1957年，在印度跟随英國退休軍官康明學習英語，其後又轉到一所教會學校就讀。

### 留學美國（1960年夏天-1963年底）
1960年在朋友的幫助下申請到美国威廉姆斯学院的獎學金就讀大學，一年後轉學到华盛顿大学学习英语、哲學、历史、财经等学科。

### 回到中國（1964年）
1964年，不顾妻子和朋友的强烈反对，放弃美国优越的物质生活，离开美国踏上回国之路，励志参与家乡现代化建设，回国后安排在咸阳西藏民族学院工作，

#### 文化大革命期間（1966-1976年）

##### 被捕（1967年10月 - 1970年12月）
在1967年11月，他被打成“反革命”和美國的間諜。在被公開羞辱和之後，他不經過審判就被關在監獄中。1970年3月23日，他被正式指控犯有叛國罪。 1970年11月，他被關押在陝西省長武縣監獄。12月初，他被調往香武監獄三天，然後再被送往成都監獄三天。

#### 平反（1977年-1978年）
1978年，赴京请求正身平反，在1982年允许回到家乡定居生活，于西藏大学任英语教师一职。
1988年，出版沿用至今的《藏汉英对照词典》。
1989年，退休从商，致力于保护和发展民族手工艺品。

#### 自費興學（1991年）
1991年起，开始在西藏贫困山村资助开办学校近百所。
2007年，致《谨呈西藏自治区人大代表的信》为日益严峻的母语教育现状呐喊，信中呼吁自治区各位人大代表“希望学习、使用和发展藏语文方面重新审视‘实行藏汉并重、藏文为主的方针，在西藏建立使用藏语文进行教学的教育体系’这一重要决定”。这样的“呐喊”从西藏传向了中央，轰动一时。2012年，自筹50万元出版了收录有15327条词目的《三语新词典》
2014年12月5号在拉萨逝世，享年85岁。

## 著作
他編撰的《英藏漢對照詞典》於1988年由民族出版社出版。2012年他將之增補成《新三語詞典》出版。
他的自傳《The Struggle for Modern Tibet: The Autobiography of Tashi Tsering》（《為現代西藏奮鬥——扎西次仁自傳》）於1997年出版。該書正體字版《西藏是我家: 扎西次仁的自傳》於2000年在香港由明鏡出版社出版。簡體字版《西藏是我家》於2006年在北京由中國藏學出版社出版。該書簡體字版修改了英文版中暗示漢藏衝突與西藏獨立的詞句，也刪除了扎西次仁與第十四世達賴喇嘛兩次會面的內容。該書有兩個藏文譯本，中國境內出版的譯本也經過刪改。該書法文版於2010年出版。
他的著作《The Struggle for Education in Modern Tibet: The Three Thousand Children of Tashi Tsering》（《在現代西藏為教育奮鬥——扎西次仁的三千個孩子》）描述他從在南木林辦學到在西藏農村建立了超過53所小學的經歷。該書中譯本《西藏兴学记： 扎西次仁与三千学子》於2004年出版；1979年版的出版者不詳。

## 觀點
他在自傳中一方面捍衛西藏的某些傳統生活方式，例如以相當篇幅為西藏文化的兩個特點辯解：兄弟共妻，以及僧官以年輕男孩為同性戀伴侶。他的父親就是兄弟共妻。扎西次仁解釋說，一妻多夫制防止了兄弟分家，是完全合理的。他認為，只要僧官的行為沒有違反戒律，擁有同性戀伴侶是讓他們保持理智的合理方式。另一方面，他對西藏傳統社會的某些方面深感不滿。他鄙視傳統文化中剝削，有時甚至是野蠻的方面。他也反感傳統社會中「事情本來就是這樣」、不求改進的態度。
他說身在美國或印度為西藏獨立發聲，無法讓他滿足，他覺得讓西藏趕上世界其他民族成為現代化社會是最迫切的任務，之後西藏是否獨立是年輕一代人的意願。如果他們覺得在中國統治下幸福就選擇留在中國框架下，不然應該爭取西藏獨立。因此，他捨棄他在美國的一切返回了西藏。

## 紀錄片
2005年，中央電視台播出紀錄片《雪山下的酥油燈》，以他捐資助學，從事社會慈善事業的事蹟作為主題。

## 引用文獻
1. ↑  Melvyn C. Goldstein; William R Siebenschuh; Tashi Tsering. . Routledge. 2015-02-24  [2018-11-16]. ISBN 978-1-317-45440-3. （原始内容存档于2019-09-30）.
2. ↑  . East Asia Gateway for Linking Educators.   [2018-11-16]. （原始内容存档于2022-02-13）.
3. ↑  Robert Stefanicki. . Tibetan Review.  [Jan/Feb. 2015]  [2018-11-16]. （原始内容存档于2018-11-17）.
4. 1 2  . 藏人文化网. 2013年4月17日  [2018年11月16日]. （原始内容存档于2018年11月17日）.
5. ↑  . 《經濟學人》. 2014-12-17  [2018-11-16]. （原始内容存档于2018-11-17）.
6. ↑  . 民族出版社.   [2018-11-17]. ISBN 978-7105027989. （原始内容存档于2013-07-01）.
7. ↑  . 民族出版社. 2012  [2018-11-17]. ISBN 9787105119707. （原始内容存档于2018-11-17）.
8. ↑  Melvyn Goldstein; William Siebenschuh; Tashi Tsering. . M.E. Sharpe. 1997-02-21: 4  [2018-11-16]. ISBN 978-0-7656-3178-7. （原始内容存档于2019-09-17）.
9. ↑  Melvyn C. Goldstein; William R. Siebenschuh; Tashi Tsering. . 由楊和晉翻译. 明鏡出版社. 2000年  [2018-11-16]. ISBN 978-962-85635-0-0. （原始内容存档于2019-10-06）.
10. ↑  扎西次仁; 戈尔斯坦; 司本石初. . 中国藏学出版社. 2006年  [2018-11-16]. ISBN 978-7-80057-678-2. （原始内容存档于2019-09-20）.
11. 1 2  Xiaoxiao Huang, , 2009-10-26  [2018-11-16], （原始内容存档于2016-12-21）
12. ↑  . RFA. 2014-12-15  [2018-11-17]. （原始内容存档于2018-11-17）.
13. ↑  Tashi Tsering; Melvyn C. Goldstein; William Robert Siebenschuh. . Editions Golias. 2010-10-01  [2018-11-16]. ISBN 978-2354721077. （原始内容存档于2018-11-17）.
14. ↑  William R. Siebenschuh; Tashi Tsering. . E. Mellen Press. 2003  [2018-11-16]. ISBN 978-0-7734-6579-4. （原始内容存档于2019-09-17）.
15. ↑  . WorldCat.org.   [2018-11-17]. （原始内容存档于2018-11-17）.
16. ↑  . 西藏之声. 2014-12-09  [2018-11-17]. （原始内容存档于2018-08-17）.
17. ↑  . 《西藏日報》. 2009年12月30日  [2018年11月16日]. （原始内容存档于2018年11月17日）.

## 外部連結
- 唯色. . 《立場新聞》.   [2018-11-17]. （原始内容存档于2018-11-17）.
- 《西藏是我家》（页面存档备份，存于）（刪改本）. 人民网